# La saga de la Reina Ester
La saga de la Reina Ester (en portugués A História de Ester) es una miniserie brasileña de 2010 producida y emitida por la Rede Record. Es la primera producción de corte bíblico del canal.

## Trama
La miniserie La saga de la reina Ester va alrededor de 400 aC en la antigua Persia, en lo que hoy es Irán. La trama principal trae una bella historia de amor entre una mujer del pueblo, Ester (Gabriela Durlo), y el rey Asuero (Marcos Pitombo). La dirección general es por João Camargo y adaptación de Vivian de Oliveira.

## Elenco
- Gabriela Durlo como Ester / Hadassa.
- Marcos Pitombo como Asuero.
- Paulo Gorgulho como Amán.
- Ewerton de Castro como Mardoqueo.
- Vanessa Gerbelli como Zeres.
- Giuseppe Oristanio como Joel.
- Leticia Colin como Ana.
- Gabriel Gracindo como Dalfom.
- Cássia Linhares como Lía.
- Márcio Kieling como Ruben.
- Pablo Nigro como Aridai.
- Felipe Martins como Bigtán.
- André Di Mauro como Hegai.
- Lana Rodas como Tafnes.
- Vitor Hugo como Teres.
- María Cecilia como Quinlá.
- Rocco Pitanga como Harbona.
- Mauricio Ribeiro como Simion.
- Eliete Cigarini como Rebecca.
- Roberto Pirillo	como escriba real.
- Juan Alba como Abiail.
- Daniela Galli como Reina Vasti.